# Endocannibalisme
L'endocannibalisme est une forme d'anthropophagie qui consiste à manger des membres issus de son propre groupe social. On le distingue de l'exocannibalisme, qui consiste à consommer des corps étrangers, par exemple des prises de guerre.
L'endocannibalisme est parfois funéraire et rituel lorsque tout ou partie des cadavres des morts de son propre groupe est consommé.